# Bettina Gayk
Bettina Gayk (* 12. Mai 1962 in Wuppertal) ist eine deutsche Verwaltungsjuristin. Seit 2021 ist sie die Landesbeauftragte für Datenschutz und Informationsfreiheit Nordrhein-Westfalen.

## Leben
Gayk studierte zwischen 1981 und 1986 Rechtswissenschaften in Bonn und trat im Jahr 1991 als Beamtin in den Dienst des Landes Nordrhein-Westfalen. Sie durchlief zunächst Stationen bei der Bezirksregierung Düsseldorf, der Stadt Velbert und in Hilden.
Von 2001 bis 2012 war sie Referatsleiterin und Pressesprecherin unter den früheren Landesdatenschutzbeauftragten Bettina Sokol und Ulrich Lepper. Dort befasste sie sich unter anderem nach den Terroranschlägen vom 11. September 2001 mit der Zulässigkeit neuer Sicherheitsmaßnahmen, wie z. B. der Videoüberwachung. Zudem war sie auch für die Beratung von Konzernen bezüglich der Zulässigkeit des Datenaustausches mit Stellen außerhalb der Europäischen Union und besonders mit den USA zuständig.
Im Jahr 2012 wechselte Gayk in das Ministerium des Innern des Landes Nordrhein-Westfalen. Dort war sie bis 2021 zuletzt als Referatsleiterin sowie stellvertretende Abteilungsleiterin im Amt einer Leitenden Ministerialrätin für den Brand-, Katastrophen- und Zivilschutz verantwortlich.
Am 19. Mai 2021 wählte der Landtag Nordrhein-Westfalen Gayk einstimmig zur Landesbeauftragten für Datenschutz und Informationsfreiheit. Sie folgt auf Helga Block, welche bereits 2020 in den Ruhestand eingetreten war.